# Tannay (Borgogna-Franca Contea)
Tannay è un comune francese di 634 abitanti situato nel dipartimento della Nièvre nella regione della Borgogna-Franca Contea.

## Società

### Evoluzione demografica
Abitanti censiti